# Kingmaker (groupe)
Pour les articles homonymes, voir Kingmaker.
Kingmaker est un groupe britannique de rock indépendant, originaire de Kingston upon Hull, Angleterre, actif entre 1990 et 1995.

## Histoire
Le groupe commence à jouer et à faire des tournées, avant de faire ses débuts sur disque avec The Celebrated Working Man EP. Ils signent ensuite chez Chrysalis Records et sortent un deuxième EP, intitulé Waterproof, en 1991. Leur premier album, Eat Yourself Whole, sort le 7 octobre 1991. Il est bien accueilli et reste trois semaines dans le UK Albums Chart, atteignant la 29e place en octobre 1991. Ils sortent également le single Eat Yourself Whole, qui, bien que portant le même nom que l'album, ne figure pas sur la version britannique originale. Il atteint les vingt premières places du UK Singles Chart. 
En 2010, le groupe se reforme, sans Hardy, sous le nom de Kingmaker MMX, après avoir réenregistré leur tube Armchair Anarchist pour une compilation anti-politique intitulée Electio Pop sur Helen Llewelyn Product 19 Records. Le nouveau groupe Kingmaker comprend Michael Wright (chant), Jonee Kemp (guitare solo) et Phil Keech (claviers), tous musiciens basés à Hull.

## Discographie

### Albums studio
- 1991 : Eat Yourself Whole (29e place des charts britanniques[2])
- 1993 : Sleepwalking 15e place des charts britanniques[2])
- 1995 : In the Best Possible Taste (79e place des charts britanniques[3],[4])

### Compilations
- 1993 : To Hell with Humdrum[4]
- 1997 : Bloodshot and Fancy Free: The Best and Rest of[4]
- 1999 : Piss Up A Rope
- 2000 : Coming Up for Air
- 2000 : Ersatz Love
- 2000 : Missing In Action
- 2020 : Everything Changed 1991-1995 (coffret 5-CD des trois albums studio et des singles face B[4])

### Singles et EP
- 1991 : The Celebrated Working Man (EP)
- 1991 : Waterproof EP (EP)
- 1991 : Two Headed EP (EP)
- 1992 : Idiots at the Wheel (EP) (30e place des charts britanniques[2])
- 1992 : The Killjoy Was Here EP (15e place des charts britanniques[2])
- 1992 : Armchair Anarchist (47e place des charts britanniques[2])
- 1993 : 10 Years Asleep (15e place des charts britanniques[2])
- 1993 : Queen Jane (29e place des charts britanniques[2])
- 1993 : Saturday's Not What It Used to Be (1993) (63e place des charts britanniques[2])
- 1995 : You and I Will Never See Things Eye to Eye (33e place des charts britanniques[2])
- 1995 : In the Best Possible Taste (Part 2) (41e place des charts britanniques[2])